# أساكوتشي (أوكاياما)
مدينة أساكوتشي (بالإنجليزية: Asakuchi) هي أحد المدن التابعة لمحافظة أوكاياما. تأسست رسميًا في 21/03/2006. ويقدر عدد سكانها بـ 37108 نسمة حسب تقدير مكتب الإحصاء الياباني لعام 2012. تبلغ مساحة أساكوتشي 66.46 كم2. بكثافة سكانية تبلغ 558 نسمة/كم2.